# Мазе-Мілон
Мазе-Мілон (фр. Mazé-Milon) — муніципалітет у Франції, у регіоні Пеї-де-ла-Луар, департамент Мен і Луара. Мазе-Мілон утворено 1 січня 2016 року шляхом злиття муніципалітетів Фонтен-Мілон i Мазе. Адміністративним центром муніципалітету є Мазе. Населення — 5815 осіб (01.01.2021).